# HD146624
HD146624 — хімічно пекулярна зоря спектрального класу A1, що має видиму зоряну величину в смузі V приблизно  4,8.
Вона  розташована на відстані близько 140,4 світлових років від Сонця.

## Фізичні характеристики
Зоря HD146624 обертається 
порівняно повільно 
навколо своєї осі. Проєкція її екваторіальної швидкості на промінь зору становить  Vsin(i)= 39км/сек.